# Traité de Spire (1209)
Le traité de Spire fut signé en 1209 par l'empereur du Saint-Empire romain Otton IV. Cet accord fut développé à la suite de l'appel lancé par le pape Innocent III pour l'organisation d'une croisade contre les cathares (ou albigeois) dans le sud de la France. L'accord autorisé l'empereur Otton IV à renoncer au Concordat de Worms et à revendiquer son autorité sur les territoires contrôlés par le pape. Le royaume de Sicile faisait partie de ces territoires.